# Diocèse de Mtwara
 (mars 2019).
Si vous disposez d'ouvrages ou d'articles de référence ou si vous connaissez des sites web de qualité traitant du thème abordé ici, merci de compléter l'article en donnant les références utiles à sa vérifiabilité et en les liant à la section « Notes et références ».

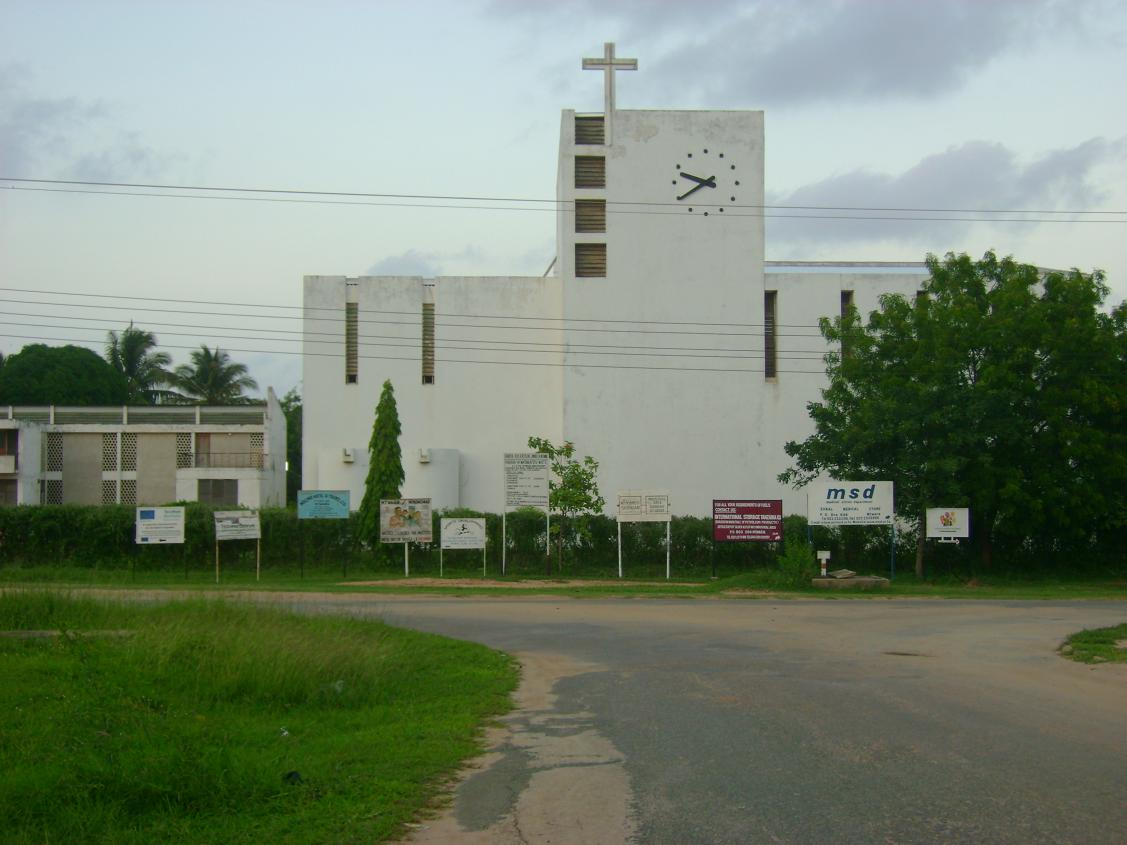
Cathédrale de Tous les Saints de Mtwara.

Le diocèse de Mtwara (Dioecesis Mtuaraënsis) est un diocèse de l'Église catholique en Tanzanie. Son siège est à Mtwara, dans l'extrême sud du pays au bord de l'Océan Indien.

## Histoire
Le territoire est érigé en tant qu'abbaye territoriale de Ndanda le 22 décembre 1931 par Pie XI et la constitution apostolique In Tanganikensi Africae, recevant son territoire du diocèse de Lindi (en). Elle est dirigée par les bénédictins allemands de la congrégation de Sainte-Odile. L'abbaye territoriale de Ndanda donne une portion de son territoire le 5 août 1963 pour la formation du diocèse de Nachingwea.
L'abbaye territoriale de Ndanda devient le 18 décembre 1972 par la constitution apostolique Cum omnibus de Paul VI le diocèse de Mtwara. Le diocèse est d'abord suffragant de l'archidiocèse de Dar-es-Salam et depuis le 18 novembre 1987 de l'archidiocèse de Songea.

## Ordinaires

### Abbés de Ndanda
- Joachim Ammann OSB, 1932–1948
- Anton Victor Hälg OSB, 1949–1972

### Évêques de Mtwara
- Anton Victor Hälg OSB, 1972–1973
- Maurus Libaba, 1972–1986, puis évêque de Lindi
- Gabriel Mmole, 1988–2015
- Titus Joseph Mdoe, depuis 2015.

## Statistiques
Selon l'Annuaire pontifical de 2014, le diocèse comprenait en 2013 un nombre de 73 700 fidèles baptisés sur 859 000 habitants (8,6%) avec 42 prêtres dont 23 séculiers et 19 réguliers (soit un prêtre pour 1 754 baptisés), 38 religieux et 189 religieuses répartis en 18 paroisses.